# Richard Bennett (politicus)

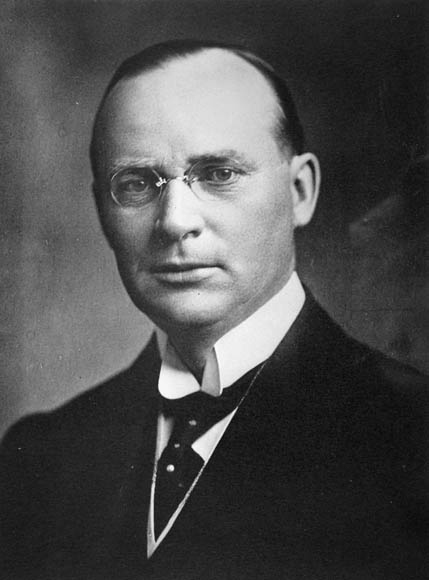
Richard Bedford Bennett

Richard Bedford Bennett (Hopewell Hill, New Brunswick, 3 juli 1870 - Mickleham, Surrey, Groot-Brittannië, 26 juni 1947) was een Canadees politicus en van 1930 tot 1935 de elfde minister-president van Canada.

## Vroege loopbaan
Bennett groeide op in New Brunswick en studeerde rechten aan de Dalhousie University. In 1896 zette hij zijn eerste stappen in de politiek met een verkiezing tot de gemeenteraad van Chatham. Een jaar later verhuisde hij naar Calgary (toen in de Northwest Territories) en nam zitting in de wetgevende vergadering van het territorium. In 1911, nadat de provincie Alberta reeds in 1905 was gecreëerd, werd Bennett verkozen in het Canadees Lagerhuis in Ottawa als lid van de Conservatieve fractie.
Tijdens de Eerste Wereldoorlog was het Bennetts taak om toezicht te houden op de invoering van de dienstplicht. Nadat minister-president Robert Laird Borden een coalitieregering met enkele Liberalen aanging, iets waartegen Bennett zich had verzet, werd Bennett uitgesloten van het nieuwe kabinet. Hij stapte uit de politiek en trok zich terug uit het openbare leven.

## Terugkeer en minister-presidentschap
In 1921 werd Bennett overgehaald om terug te keren naar de federale politiek en werd hij benoemd tot minister van justitie in het kabinet van Arthur Meighen. Al snel na zijn benoeming verloor hij zijn zetel na parlementsverkiezingen en het duurde tot 1925 vooraleer Bennett weer een zitting kon nemen in het Lagerhuis. Nadat Meighen in 1927 het leiderschap van de Conservatieve Partij naast zich neer legde werd Bennett als zijn vervanger gekozen en werd hij aldus leider van de oppositie in het Canadees Parlement.
In 1930, tijdens parlementsverkiezingen aan het begin van de Grote Depressie, won Bennett voldoende steun met zijn beloftes nieuwe investeringen te doen in de infrastructuur en een nieuwe voorspoed in het vooruitzicht te stellen. De Conservatieven wonnen en op 7 augustus 1930 werd Bennett ingezworen als minister-president. Hij volgde hiermee William Lyon Mackenzie King op.
In de eerste 30 dagen van zijn regeringstermijn verhoogde hij de handelstarieven en het budget voor werkloosheidsuitkeringen. Naast gunstige handelstarieven voor leden van het Britse Rijk begon Bennett ook onderhandelingen met de Verenigde Staten over een vrijere handel tussen de twee buurlanden. In 1931 woonde hij de conferentie in Groot-Brittannië bij waar het Statuut van Westminster werd aangenomen en die in een grotere onafhankelijkheid voor enkele Britse Dominions zoals Canada, resulteerde.
In 1935, met parlementsverkiezingen in het vooruitzicht voerde Bennetts regering economische maatregelen door die de Grote Depressie moesten tegengaan en die gelijkenis vertoonde met het beleid van president Franklin Roosevelt. Het beleid werd echter door veel conservatieven gezien als te veel neigend naar socialisme en de partij leed een gevoelige nederlaag bij de verkiezingen die volgde. Hij werd door King opgevolgd die zijn tweede ambtstermijn inging.
Bennett bleef nog tot 1938 leider van de oppositie totdat hij zich terugtrok en zich in Engeland vestigde. In 1941 werd hij in de adelstand verheven (Burggraaf) en werd zodoende lid van het Britse House of Lords. Hij overleed in 1947 op 76-jarige leeftijd.